# سی اندفیلد
سی اندفیلد (انگلیسی: Cy Endfield؛ ۱۰ نوامبر ۱۹۱۴ – ۱۶ آوریل ۱۹۹۵) یک کارگردان و فیلم‌نامه‌نویس اهل ایالات متحده آمریکا بود. 
از فیلم‌های او می‌توان به زولو و رومئوی رقصان اشاره کرد.